# Lufengosaurus huenei
Il lufengosauro (Lufengosaurus huenei) era un dinosauro erbivoro vissuto in Cina nel Giurassico inferiore. Esso aveva una dieta erbivora, aveva una lunghezza pari a 6 m e un'altezza di 3 m. Il suo nome significa "Lucertola di Lu-feng", derivante dal nome della formazione rocciosa cinese in cui è stato ritrovato.

## Caratteristiche
Il dinosauro possedeva degli arti superiori più lunghi dei rispettivi anteriori, caratteristica classica dei prosauropodi. Il suo lungo collo e, forse, la capacità di alzarsi sulle zampe posteriori gli permettevano di nutrirsi della vegetazione più alta. Furono riscontrati anche denti affilati, e per questo nacque l'ipotesi che fosse onnivoro, ma poi screditata sia da ritrovamenti di gastroliti sia da un riscontro di simili denti ad un'iguana vivente erbivora. 

### Testa
La piccola e piatta testa permetteva al dinosauro di infilarsi tra i rami e raggiungere punti irraggiungibili ad altre specie di dinosauri. 

### Artigli
Le sue zampe anteriori possedevano artigli affilati, il "pollice" possedeva un artiglio prominente. Quest'artiglio era adatto a afferrare e a strappare la vegetazione o essere usato per difendersi dagli attacchi dei predatori

### Una moltitudine di scheletri

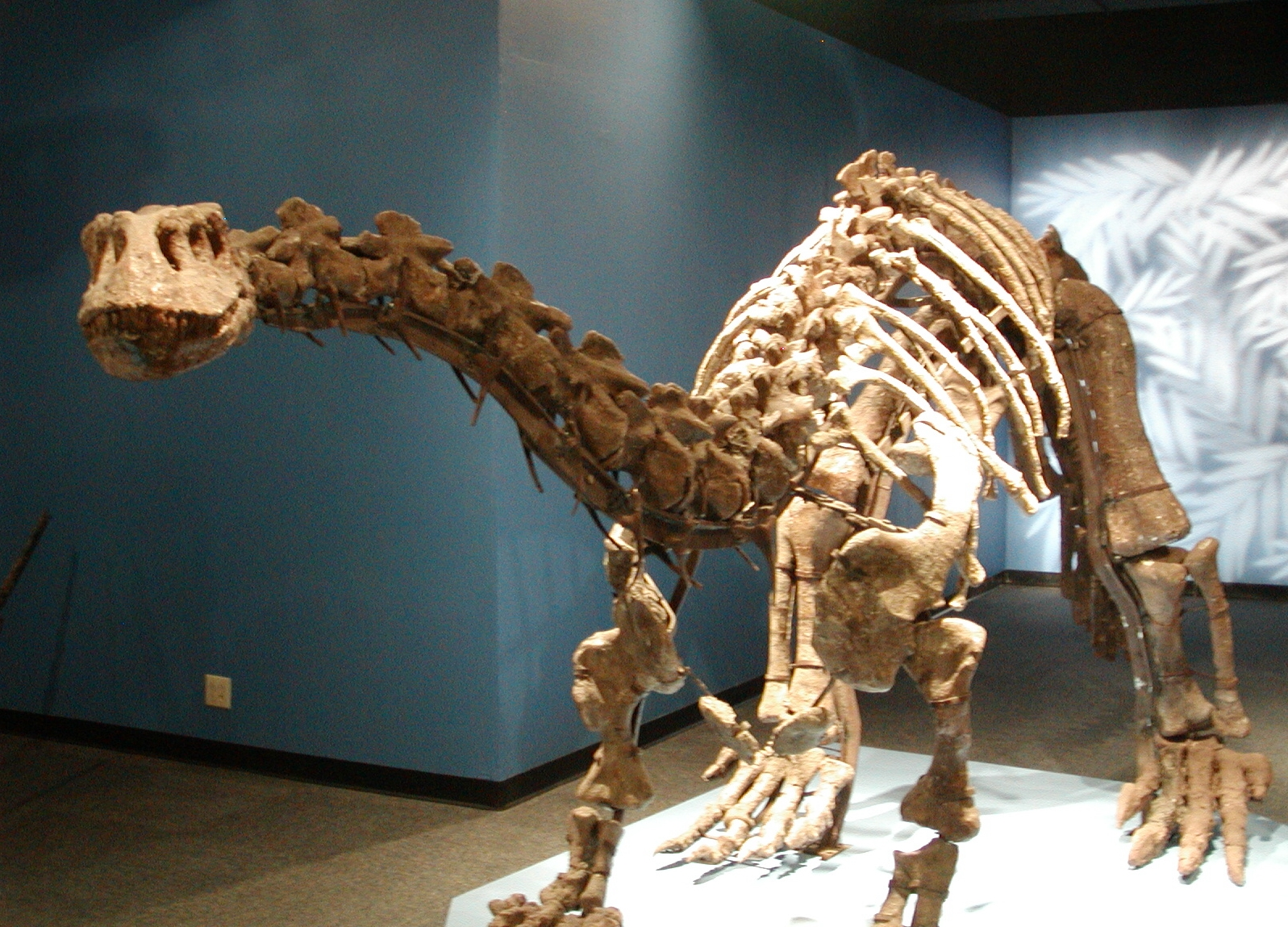
Foto di uno scheletro di Lufengosaurus magnus del Beijing Museum of Natural History, in esposizione presso il Miami Museum of Science

Scoperto nel 1941 nello Yunnan, questo dinosauro è stato ritenuto subito simile al famoso Plateosaurus europeo. Il nome specifico, L. huenei, è stato scelto apposta per onorare Friedrich von Huene, che studiò in dettaglio gli esemplari europei. Il lufengosauro, però, è stato poi avvicinato ad altre forme, come Massospondylus del Sudafrica. La forma cinese è conosciuta per numerosissimi individui di ogni età, e ciò ha permesso di scoprire dettagliatamente l'anatomia scheletrica di questo animale.